# 와카바야시 오사무
와카바야시 오사무(일본어: 若林 修, 1944년 12월 23일~2015년 6월 2일)는 캐나다 태생의 일본의 전 아이스하키 선수, 지도자이다. 영어식 이름은 하비 "허브" 와카바야시(영어: Harvey "Herb" Wakabayashi)이다.

## 어린 시절과 클럽 경력
캐나다 온타리오주 선더베이 근처의 마을인 니스의 일본인 이주 가정에서 태어났다. 어린 시절부터 아이스하키와 야구를 했으며, 1964년에 보스턴 대학교에 입학하였다. 이듬해에 대학 하키팀에 입단, 대학 선수로 활동하는 동안 보스턴 대학교 최다 어시스트 기록인 90어시스트, 역대 2위에 해당하는 145점을 기록했다.
대학 졸업 후 형의 권유로 1969년에 일본에 입국하여 일본 실업 아이스하키팀인 세이부 철도에 입단하였다. 이후 리그 3연패 달성에 기여했다. 1977년부터 선수 겸 감독에 취임했고, 1985년에 은퇴했다. 세이부 소속으로서 통산 206골, 164어시스트를 기록했으며, MVP 3번, 베스트 6에 7번 선정되었다.

## 국가대표팀 경력
1971년 9월에 일본 국적을 취득했으며, 삿포로에서 열린 1972년 동계 올림픽을 통해 일본 국가대표 선수로 데뷔했다. 이후 1976년, 1980년 동계 올림픽에 일본 국가대표팀의 일원으로 참가했으며, 1980년 올림픽 당시에는 일본 선수단 기수를 맡았다.
올림픽 외에 세계 아이스하키 선수권 대회에도 일본 국가대표로 참가했으며, 1974년 세계 선수권 대회 B풀을 시작으로 1975, 1976, 1977, 1978, 1979, 1982, 1983년 세계 선수권 대회에 참가했으며, 1979년 세계 선수권 대회에는 플레잉코치로, 1982년 세계 선수권 대회에서는 선수 겸 감독으로 참가했다.

## 지도자 경력
1985년에 은퇴 후 세이부의 감독으로 선임되었으며, 1989년까지 팀을 이끌었다. 이후 1992년 세계 아이스하키 선수권 대회 당시 일본 대표팀의 감독을 맡았다.
2001년에 일본 프로 아이스하키팀인 닛코 아이스벅스의 감독으로 취임했으며, 2002년 10월 삿포로 클럽의 감독 겸 단장이 되었으나, 2004년 전일본 아이스하키 선수권 대회 이후 내부 갈등으로 인해 사퇴했다.